# Rhododendron triumphans
Rhododendron triumphans är en ljungväxtart som beskrevs av Yersin och A. Cheval. Rhododendron triumphans ingår i släktet rododendron, och familjen ljungväxter. Inga underarter finns listade i Catalogue of Life.